# Mufindi
Mufindi ist ein Distrikt der Iringa-Region im zentralen Teil von Tansania. Mufindi grenzt im Norden an die Distrikte Kilolo und Iringa, im Osten an die Region Morogoro, im Süden an die Region Njombe, sowie im Westen an die Region Mbeya. Er umschließt den Distrikt Mafinga (TC).  

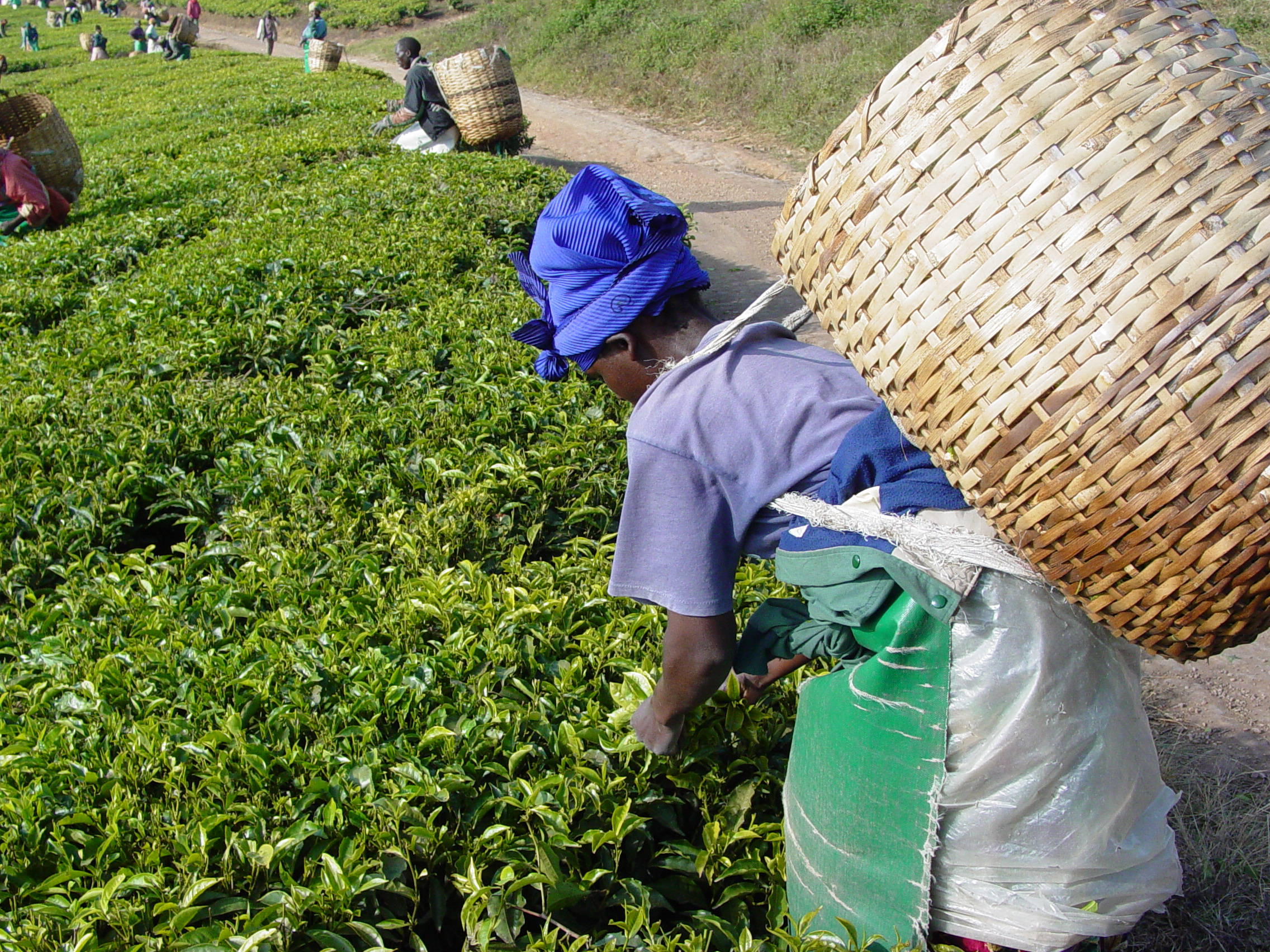
Teeplantage im Hochland.

## Geographie
Der Distrikt hat eine Größe von 6170 Quadratkilometer und über 288.996 Einwohner (Volkszählung 2022). Mufindi ist bergig und eine der kühlsten und feuchtesten Regionen Tansanias. Es besteht aus zwei Landschaftszonen, dem Mufindi-Plateau und dem Hochland. Das Plateau erstreckt sich von der Hauptstadt Mafinga nach Südwesten und liegt in einer Höhe von 1500 bis 1800 Meter über dem Meer. Das Hochland ist Teil der Udzungwa-Berge, die Höhen von 1700 bis zu 2200 Meter erreichen.
Das Klima ist abhängig von der Lage, größtenteils aber warm und gemäßigt, Cwb nach der effektiven Klimaklassifikation. Die Jahresniederschlagsmenge liegt bei 1400 Millimeter. Im Osten und Süden ist sie höher als im trockeneren Westen, wo es weniger als 1000 Millimeter im Jahr regnet. Die Jahresdurchschnittstemperatur liegt bei 17 bis 18 Grad Celsius. Am wärmsten ist es im Februar, am kühlsten im Juli.

## Geschichte
Als Tansania im Jahr 1961 die Unabhängigkeit erlangte, war Mufindi ein Teil des Südlichen Hochlandes, das die heutigen Regionen Iringa, Ruvuma, Rukwa und Njombe umfasste. Der Distrikt in der heutigen Form wurde im Jahr 1965 gegründet, 1975 wurde Mafinga das Verwaltungszentrum des Distriktes. Im Jahr 1984 wurde Mufindi zum Distrikt-Council erhoben, im Jahr 2015 wurde  Mafinga abgtespaltet und erhielt den Status eines Stadt-Distrikts.

## Verwaltungsgliederung
Der Distrikt besteht aus den zwei Wahlkreisen (Jimbo) Mufindi Kaskazini und Mufindi Kusini. Die Councils bestehen aus 11 beziehungsweise 16 Bezirken (Kata):
| Mufindi Kaskazini - Ifwagi - Igombavanu - Ihalimba - Ihanu - Ikongosi - Ikweha - Kibengu - Mdabulo - Mapanda - Sadani - Mpanga Tazara | Mufindi Kusini - Idete - Igowole - Idunda - Itandula - Ihowanza - Kiyowela - Kasanga - Luhunga - Maduma - Makungu - Malangali - Mninga - Mtambula - Mbalamaziwa - Nyololo - Mtwango |

## Bevölkerung
| Rund 85 Prozent der Bevölkerung gehören zur Ethnie der Hehe. Von den über Fünfjährigen sprachen im Distrikt fast zwei Drittel Swahili und über zehn Prozent Englisch und Swahili, fast ein Viertel waren Analphabeten. Im Vergleich dazu sprachen Im Distrikt Mafinga (TC) über einem Drittel Englisch und Swahili. \| Distrikt \| Einwohner 2002 \| Einwohner 2012 \| Einwohner 2022[2] \| \| ------------ \| -------------- \| -------------- \| ----------------- \| \| Mufindi \| 248.552 \| 265.829 \| 288.996 \| \| Mafinga (TC) \| 33.519 \| 51.902 \| 122.329 \| | Hier fehlt eine Grafik, die leider im Moment aus technischen Gründen nicht angezeigt werden kann. Wir arbeiten daran! Mufindi | Hier fehlt eine Grafik, die leider im Moment aus technischen Gründen nicht angezeigt werden kann. Wir arbeiten daran! Mafinga (TC) |                |
| Distrikt | Einwohner 2002 | Einwohner 2012 | Einwohner 2022 |
| Mufindi | 248.552 | 265.829 | 288.996        |
| Mafinga (TC) | 33.519 | 51.902 | 122.329        |

## Einrichtungen und Dienstleistungen
- Bildung: Im Distrikt werden in 149 Grundschulen fast 60.000 Schüler von rund 1400 Lehrern unterrichtet (Stand 2018). Nur zwei dieser Schulen sind Privatschulen.[12] Von den 43 weiterführenden Schulen werden 33 staatlich und zehn privat geführt. In den öffentlichen Schulen ist das Lehrer-Schüler-Verhältnis 1:16.[13]

- Gesundheit: Für die medizinische Betreuung sorgen ein Krankenhaus, acht Gesundheitszentren und sechzig Apotheken.[14]

## Wirtschaft und Infrastruktur
| - Landwirtschaft: Mufindi war die Kernzelle der Teeproduktion in Tansania. Um 1930 wurde die erste Teefabrik eröffnet, in den Jahren 1930 bis 1934 kostenlos Saatgut an die Farmer, die zumeist europäische Siedler waren, verteilt. 1934 wurden auf 1000 Hektar 20 Tonnen produziert. Die wichtigsten Früchte für die Selbstversorgung sind Mais, Bohnen, Kartoffeln, Süßkartoffeln, Weizen, Erbsen, Hirse, Maniok, Erdnüsse, Bananen und Reis. Für den Verkauf werden neben Tee auch Pyrethrum, Sonnenblumen, Kaffee und Gemüse angebaut. Im Jahr 2018 wurden 410.000 Tonnen Mais, 74.000 Tonnen Bohnen und 60.000 Tonnen Süßkartoffel produziert. Als Arbeitsgeräte kamen dabei 120.000 Handhacken, 500 Motorfräsen und 160 Traktoren zum Einsatz. Von den 76.000 Haushalten besaßen 43.000 Haustiere. Diese hielten 400.000 Hühner, 220.000 Rinder und 30.000 Ziegen (Stand 2012). - Forstwirtschaft: Mehr als vierzig Prozent der Landesfläche sind bewaldet. Brennholz ist die Hauptenergiequelle für über neunzig Prozent der Bevölkerung. Verstärkt durch Waldbrände gehen die Waldbestände zurück. Rund neun Prozent der Landesfläche sind Waldreservate. Seit 1997 werden in Zusammenarbeit und mit Finanzierungshilfe des norwegischen TreeFarms AS im Hochland Aufforstungsmaßnahmen durchgeführt. Seit 2008 betreibt auch die norwegische Green Resources AS ein ähnliches Projekt. | Hier fehlt eine Grafik, die leider im Moment aus technischen Gründen nicht angezeigt werden kann. Wir arbeiten daran! |

- Eisenbahn: Durch den Süden des Distriktes verläuft die TAZARA-Eisenbahnlinie, die von Daressalam nach Sambia führt.[19]
- Straßen: Die wichtigste Straßenverbindung in Mufindi ist die Nationalstraße T1 von Daressalam nach Sambia, die durch die Distrikthauptstadt verläuft.[20] Von den rund 1000 Kilometer Distriktstraßen sind 15 Kilometer asphaltiert und 160 Kilometer geschottert, der Rest sind Erdstraßen.[21]
- Elektrische Energie: Im Jahr 2020 ging Tansanias erster Windpark Mwenga ans Netz. Gemeinsam mit einem Wasserkraftwerk werden über 4500 Haushalte sowie Teeverarbeitungsunternehmen und Sägewerke versorgt.[22]

## Politik

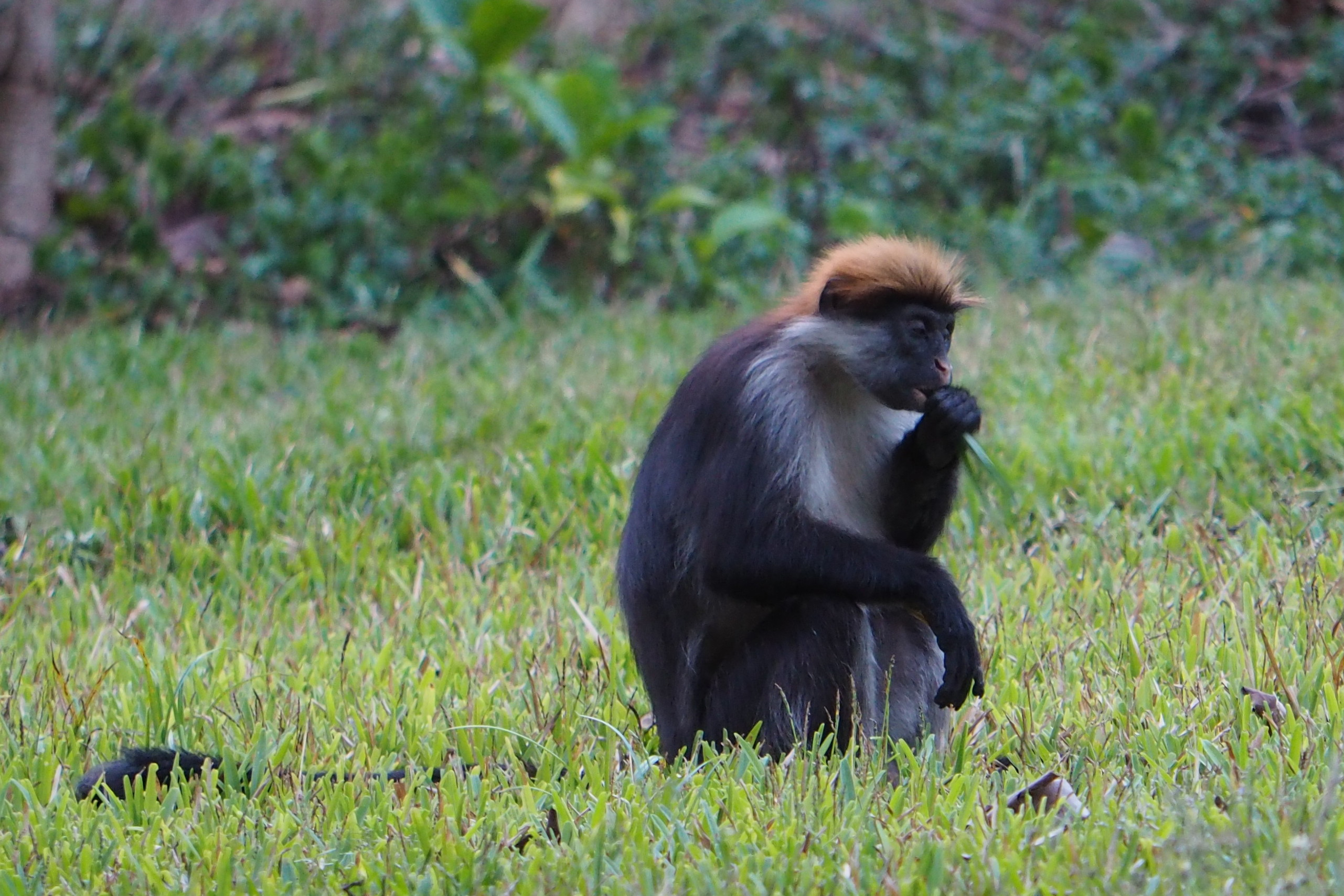
Udzungwa-Stummelaffe

Mufindi ist ein Distrikt-Council, dessen Vertretung alle fünf Jahre gewählt wird. Vorsitzender der Distriktverwaltung ist Herr Festo Eliasi Mgina. Die Ratsvorsitzenden seit 1985 waren:
| Von  | Bis  | Name               |
| ---- | ---- | ------------------ |
| 1985 | 1990 | M. Mtengela        |
| 1990 | 1994 | A.A Kikalao        |
| 1994 | 2005 | Tasil M. Mgoda     |
| 2005 | 2010 | Naucerd Nyaganilwa |
| 2010 | 2015 | Peter P. Tweve     |
| 2016 |      | Festo E. Mgina     |

Der Vorsitzende des Stadt-Councils Mafinga ist Herr Charles Makoga (Stand 2020).

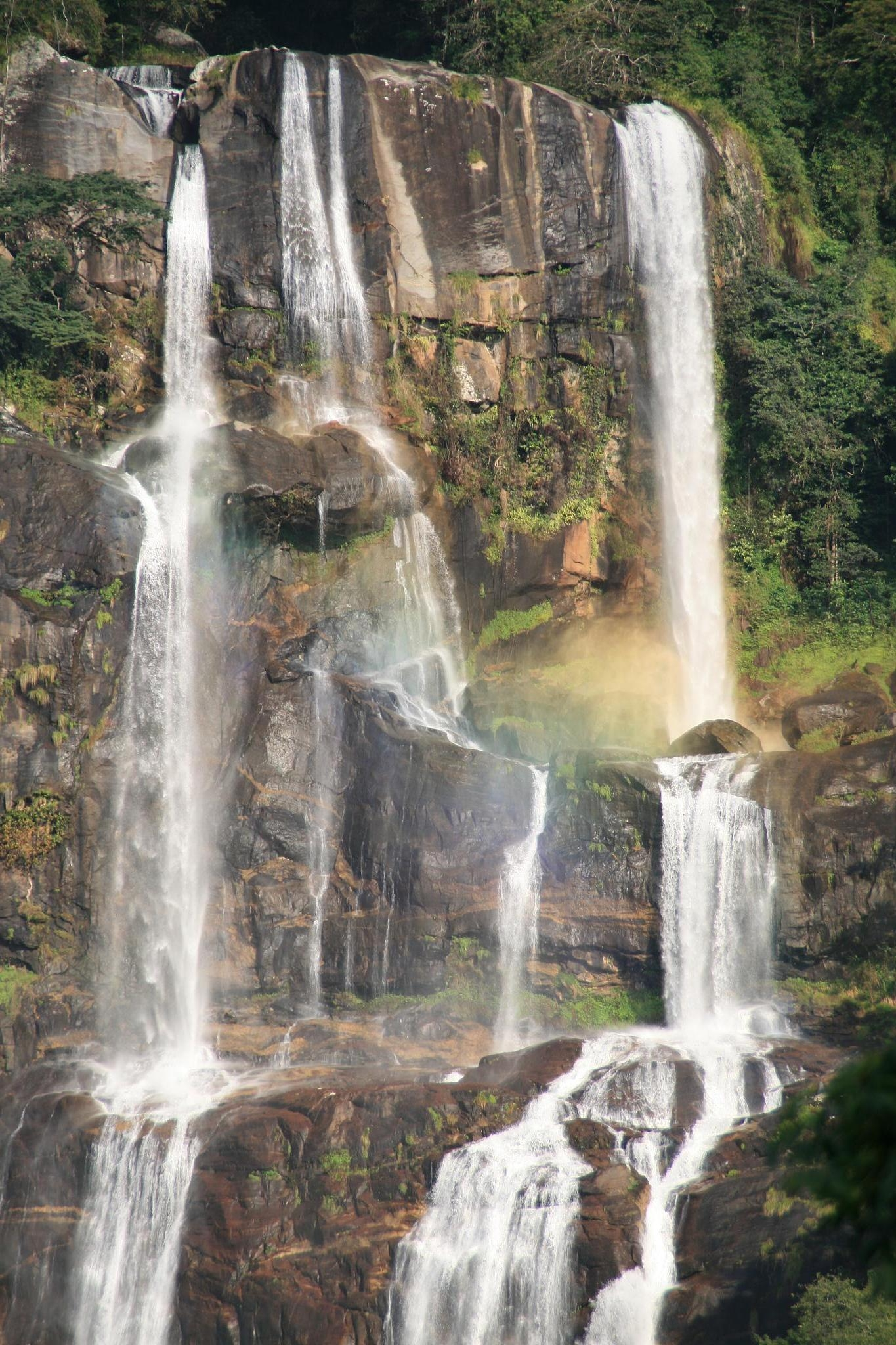
Wasserfall im Udzungwa-Mountains-Nationalpark.

## Sehenswürdigkeiten
- Udzungwa-Mountains-Nationalpark: Im Osten hat der Distrikt Anteil am 1990 Quadratkilometer großen Nationalpark Udzungwa.[26] Er ist besonders wegen seines Vogelreichtums und seiner endemisch vorkommenden Primaten bekannt.[27]